# Pjotr Kropotkin
Pjotr (Peter) Aleksejevitj Kropotkin (ryska: Пётр Алексеевич Кропоткин), född 9 december 1842 i Moskva, död 8 februari 1921 i Dmitrov, var en rysk furste, naturforskare, geograf, agitator, revolutionär och anarkokommunist.
Bland Kropotkins många litterära verk kan nämnas Inbördes hjälp i vilken han tar avstånd från socialdarwinismens "kampen för tillvaron" och hävdar att det inte är konkurrensen utan solidariteten som är huvudfaktorn i evolutionen.
Stavningen Krapotkin var tidigare vanlig, eftersom ett obetonat O på ryska uttalas A, men korrekt svensk transkription är Kropotkin. Likaledes var översättningen Peter av förnamnet tidigare vanlig. Kropotkin och Bakunin hade det gemensamt att de båda var söner till adelsmän i Ryssland. Kropotkin brukade kallas för anarkistfursten och liknande begrepp. En del andra kända anarkister har en liknande bakgrund, bland annat italienaren Errico Malatesta.

## Kropotkins levnadshistoria
Pjotr Kropotkin föddes år 1842 i en välbärgad familj. Fadern hade ett palats i Moskva och en stor herrgård på landet, Kaluga. Familjen var stolta över att kunna härleda sin härstamning från rurikiderna. Fadern Alexej var pensionerad general och modern dog tidigt. Barnen uppfostrades av tjänarna och en fransk informator som gav inblick i den västeuropeiska jämlikhetstanken. Åtminstone två bröder fanns, varav mellanbrodern Alexandr stod honom nära.
Hösten 1857 sändes Kropotkin till pagekåren i S:t Petersburg, den främsta militärskolan i Ryssland. Han blev årskullens bäste elev och personlig page till Alexander II. Kropotkin skulle med sin nya position ha kunnat göra en lysande karriär i tsarens tjänst, men så blev inte fallet.
Tjugo år gammal lämnade Kropotkin huvudstaden och reste till östra Sibirien, som Ryssland nyligen hade underkuvat, för att ta tjänst som statstjänsteman. Detta var inte karriärbefrämjande och betraktades därför som ett galet tilltag. Kropotkin kom att stanna i Sibirien i flera år, blev geograf och reste bland annat 8 000 mil i områden som var dittills outforskade av européerna. Han ritade därmed om världens kartor, eftersom det före Kropotkins besök i områdena inte var bekant vilka bergsområden som fanns där. Sibirien var vid detta tillfälle en förvisningsort för bland annat socialister och polacker som nyligen gjort uppror. Kropotkin kom på detta sätt i kontakt med revolutionära idéer. 
1866 skedde ett uppror bland polackerna. De upproriska försökte fly men slogs ned av kosacker, och flera polacker dödades som straff. I protest lämnade Kropotkin sin tjänst och skrev in sig på universitetet i S:t Petersburg. Under flera år sysselsatte han sig med akademiska studier och geografiska arbeten.

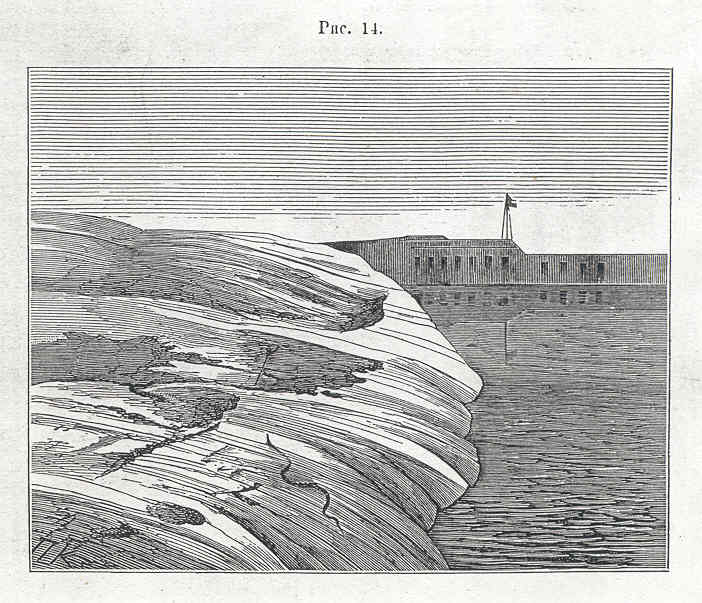
Skiss över ett finländskt skär, Kropotkin 1871. Den ingår i hans arbete om Finland och istiden, tryckt 1876 i Sankt Petersburg.

1871 reste före Kropotkins till Finland för att forska om istiden. Han bättrade också på sin svenska och besökte Sverige och Uppsala, där han bland annat träffade den finländska politiska flyktingen och upptäcktsresanden Adolf Erik Nordenskiöld. Kropotkin blev erbjuden att få arbete som ryska geografiska sällskapets sekreterare, vilket var en viktig post i ett dåtida naturvetenskapligt samhälle. Kropotkin tackade nej, eftersom tiden vid sjösystemet Saimens ås förändrat hans synsätt:
| ”                        | Men under min resa till Finland hade jag tid till mitt förfogande. När jag i en finsk tvåhjulig kärra åkte över en slätt som ur geologisk synpunkt inte erbjöd någonting av intresse, eller när jag med släggan på axeln vandrade från en grusgrop till en annan, hade jag tillfälle att tänka, och mitt under detta onekligen intressanta geologiska arbete kretsade en idé, som långt starkare än geologin vädjade till mitt inre jag, ständigt i min hjärna... | „ |
| – Ur En anarkists minnen | |   |

Kropotkins far dog vid denna tid, vilket innebar att ett arv väntade. Därmed fanns också möjligheten att tacka nej till arbetstillfällen.
1872 hade Kropotkins politiska uppvaknande inletts. Han sökte efter nya idéer och reste till Schweiz, där han träffade ryska politiska flyktingar. Han åkte även upp i Jurabergen och träffade urmakare som var anarkister. (Även Bakunin hade varit i dessa trakter.) Kropotkin kom också att bli anarkist:
| ”                        | ... men de jämlikhetsförhållanden jag fann bland Jurabergen, den tankens och ordets självständighet jag såg växa fram hos arbetarna och deras gränslösa hängivenhet för saken vädjade ännu starkare till mina känslor, och när jag lämnade bergstrakterna efter en veckas vistelse hos urmakarna hade mina åsikter om socialismen tagit fast form: jag var anarkist!" | „ |
| – Ur En anarkists minnen | |   |

Han kom hem till Ryssland samma år och blev aktiv i en hemlig politisk grupp, och var i agitationssyfte ofta förklädd till bonde.
Kropotkin fängslades 1874 och spärrades in i Peter-Paulfästningen. 1876 var Kropotkin hälsa bruten, och han levde för sitt arbete om istiden i Finland. Under en sjukvistelse på ett annat fängelse flydde han och tog sig till Vasa, där han kunde ta sig över till Sverige och vidare till Oslo och England.
1877–1882 reste han runt i Centraleuropa, deltog på möten, agiterade och skrev i pressen. Han startade också en känd anarkistisk tidning, Le Révolté. Ryska myndigheter försökte göra hans tillvaro komplicerad. Under denna tid trodde Kropotkin, liksom många andra socialister, på den nära förestående revolutionen. Varje gång ett uppror startade någonstans hoppades de att detta skulle bli en katalysator för världsrevolutionen i Bakunins tecken.
Boken Erövringen av brödet kom till genom att samla artiklar från tidningen Le Révolté. I boken samlades många sociologiska åsikter, det vill säga uppfattningar om samhället och dess förändring. Härmed blev Kropotkin också den sista stora anarkistiska teoretikern. Argumenten för anarkismen kom fram i samtida material.
Innehållet i Kropotkins senare böcker som Inbördes hjälp och Åkrar, fabriker och verkstäder i morgondagens samhälle var mer stöd för de idéer han lanserade under tidigt 1880-tal.
1882–1883 genomfördes terroristdåd i Frankrike. Kropotkin, som var en ledande anarkist, fängslades och fick sitta i fängelse i tre år. Den vetenskapliga världen i Europa pläderade för att han skulle släppas fri. Som politisk fånge satt han i ett fängelse av bättre klass, men drabbades ändå av malaria och skörbjugg.
1886 frisläpptes Kropotkin och flyttade till England, där han stannade i 30 år. Han ägnade sig där framgångsrikt åt trädgårdsodling och skrev sina memoarer samt böckerna Inbördes hjälp och Åkrar, fabriker och verkstäder i morgondagens samhälle. Han var dock inte längre utåt aktiv, utan ägnade sig åt enstaka möten och artiklar, samt många personliga möten. Han betraktades som en "guru" och hade kultstatus bland motståndarna mot tsarismen. Folk vallfärdade till honom, bland andra svenskar som nationalekonomerna Gustaf Steffen och Gustav Cassel. 1897 påpekade Svenska Dagbladet att "Kropotkin intager som bekant ett af de främsta rummen bland vår tids geografer".
Kropotkin skrev om franska revolutionen och den ryska litteraturen. Kropotkin betraktades som en mild person och gav anarkismen en profil som folk i allmänhet inte var rädda för. 
1914–1918 fick Kropotkin anseende bland anarkister och revolutionärer när han under första världskriget tog ställning för ententen, där Tsarryssland ingick. Det var sannolikt det ryska tyskhatet som ledde honom till detta ställningstagande. Den internationella anarkismen hade splittrats vid krigsutbrottet. När rörelsens "grand old man" Kropotkin offentligt tog parti för ententen mot den tyska imperialismen fick han stöd från många i den egna rörelsen. Andra ställde sig dock på den italienske anarkisten Errico Malatestas sida, när denne protesterade mot Kropotkins ställningstagande och bröt med honom.

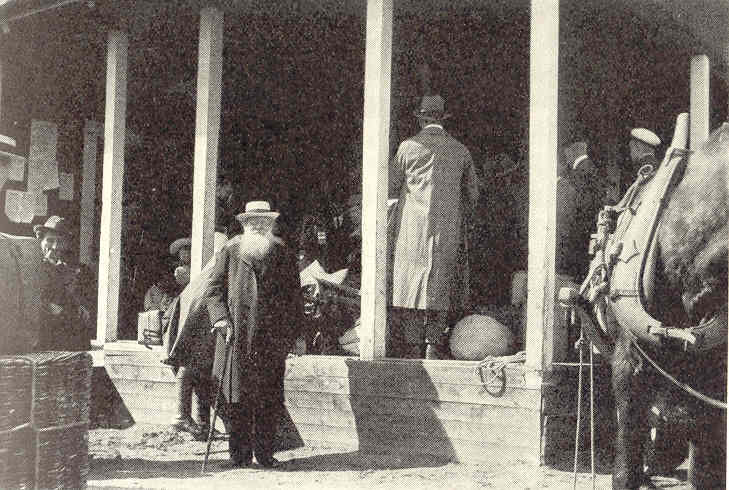
Kropotkin i Haparanda 1917.

1917 lämnade Kropotkin England och tog sig via Haparanda till Ryssland (Petrograd) där han skrev ett hyllningsbrev till "den finländska arbetaren". De sista åren av sitt liv, fram till 1921, tillbringade han därefter i Ryssland. Lenin, som hade börjat rensa ut anarkister, vågade dock inte ge sig på den internationellt kände Kropotkin, som dock hade frysts ut av många anarkistkollegor efter sitt ställningstagande gällande första världskriget. Kropotkin återvann dock sitt goda rykte genom att kritisera bolsjevikerna.
Begravningen 1921 samlade ett åtta kilometer långt begravningståg, som bland annat finns beskrivet i Emma Goldmans minnen från Ryssland ("Mina två år i Ryssland").

## Ideologi
Kropotkins väg till anarkismen var att hitta en lösning på Rysslands problem. Likt många av sin generation tillhörde han den så kallade intelligentian. Alla var de människor som motsatte sig det ryska tsardömet och alla sociala avarter som det födde. Många ur denna "intelligentia" var, i likhet med Kropotkin, barn till rikets makthavare. Men i motsats till de flesta generationskamrater hade Kropotkin personliga erfarenheter av att försöka genomföra av regeringen beslutade reformer i Sibirien under en autokrati som var strängt centraliserad till S:t Petersburg. De nedslående resultaten hade gjort honom till en övertygad motståndare till alla centraliserade styrelsesystem.
Detta var den främsta orsaken till hans orubbligt negativa inställning till marxismen[källa behövs] i vilken han tyckte sig se fröet till en ny auktoritär och centraliserad stat, som var så mycket farligare än det gamla därför att den uppträdde i den demokratiska socialismens förklädnad. När Kropotkin senare blev en av den anarkistiska rörelsens främsta teoretiker försökte han forma om rörelsens ideologi, så att den tog ännu klarare avstånd från marxismen än tidigare. Trots sin djupa beundran för Bakunin förkastade han bestämt dennes kollektivistiska anarkism. Det gäller för anarkisterna, sade Kropotkin, att hävda sig på teorins område, att fastställa sitt ideal för framtidens samhälle och påvisa att detta ideal står i samklang med kulturens historiska framåtskridande.
Kropotkin har själv sagt att:
| ” | Där makten finns, där finns ingen frihet. | „ |

Det är en av de mest använda citaten ur hans hand och är kontentan av ett livs tankar.

## Kropotkin som naturforskare
Kropotkin reste till Sibirien för att studera kampen för tillvaron. Till sin förvåning fann han istället vad han uppfattade som ömsesidig hjälp. Han ansåg därmed att det inte var kampen som var evolutionens drivkraft, utan samarbetet. Dessa teser drev han vidare till att även handla om det mänskliga samhället. I Sibirien kom han även att träffa många socialister som förvisats, blev anarkist och skrev bland annat boken  Inbördes hjälp (1902) där han utvecklade sina teorier. Nutida forskning förefaller att bekräfta Kropotkins teorier. ”Det är en gammal myt att den starkaste vinner genom att trycka ner andra", säger primatforskaren Frans de Waal. "Tvärtom gynnar naturen den som kan samarbeta och värna om sin grupp. Därför kan man se hur inte bara människor, utan även apor och till och med möss kan visa empati".